# Реутов ТВ
«Реутов ТВ» — российская комедийная телепрограмма, подражавшая стилистке съёмок региональных телевизионных каналов. Имитируя провинциальных журналистов, «корреспонденты» провоцировали или шокировали собеседников своими вопросами. «Жертвами» программы становились как простые граждане, так и известные медийные фигуры.

## История
Идея создания программы появилась после специального репортажа, посвящённого проведению ночи анимации 2x2 2009 года. После того, как репортаж был выложен на видеохостинг YouTube, ролик приобрёл популярность. Это видео посмотрели более 100 тысяч человек.
В августе 2010 года канал «MTV Россия» объявил о запуске информационно-развлекательного телеканала «Реутов ТВ», при этом в анонсе этой программы канал официально заявил, что он не несёт ответственности за содержание передач телеканала «Реутов ТВ» и не имеет никакого отношения к скандальным сюжетам их оккупантов.
Первые пять выпусков выходили по субботам и воскресеньям в ночном эфире на телеканале «MTV Россия» с 22 августа по 5 сентября 2010 года.
С 9 октября 2010 года программа стала выходить на телеканале 2x2 по субботам и воскресеньям, начиная с первых выпусков и заканчивая новыми. 7 ноября 2010 года был показан заключительный 14-й выпуск первого сезона, а 31 декабря 2010 года был показан новогодний выпуск программы. 26 ноября 2011 года стартовал второй сезон, 19 октября 2012 года — третий сезон.
В феврале 2013 2x2 начал показ нового проекта Реутов ТВ «Модный девайс», который является продолжением рубрики «Модный диван». Ведущие те же — Алекс Бентли (Маркони) и Виктор Делюкс (Мезенцев) + соведущая Катя Самбука. Выпуски можно найти на сайте телеканала.
31 декабря 2013 года Сергей Мезенцев объявил о своем уходе из Письмошной. По его словам, нового материала в рамках Реутов ТВ не последует.

## Список выпусков

### Первый сезон
Почти весь первый сезон передачи разделены на 3—4 части:
- «Реутовский взгляд» — информационно-аналитическая программа. События, темы и люди глазами реутовских журналистов Ильи Огурцова и Анатолия Шмеля.
- «Модный диван» — развлекательная программа о моде и стиле с Алексом Бэнтли и Виктором Делюксом. Передача закуплена в Москве для повышения модности жителей Реутова.
- «Приключения Флейтика и Пёси во Взросляндии» — программа, якобы созданная для самых маленьких телезрителей. Проводники детей во Взросляндии — клоун Флейтик и пёс Пёся — показывают зрителям «взрослую» жизнь.
- «Специальный репортаж» — корреспонденты канала знакомят с последними событиями.

| №    | Дата       | Реутовский взгляд                         | Модный диван                                                          | Взросляндия                                 |
| ---- | ---------- | ----------------------------------------- | --------------------------------------------------------------------- | ------------------------------------------- |
| 1x01 | 22.08.2010 | Город-край Реутов                         | Модный съезд татуировщиков                                            | Детский праздник спорта                     |
| 1x02 | 28.08.2010 | Чирлидинг                                 | Болтаем о звёздной жизни                                              | Выставка собак                              |
| 1x03 | 29.08.2010 | Танго                                     | На фестивале современного искусства                                   | Рейв-дискотека                              |
| 1x04 | 04.09.2010 | Фестиваль порно                           | Знакомимся в клубе                                                    | Выставка пивоваров                          |
| 1x05 | 05.09.2010 | Реутов — Культурный город                 | Болтаем о слухах                                                      | Рок-фестиваль                               |
| 1x06 | 11.09.2010 | Ярмарка роскоши                           | Говорим об отдыхе                                                     | Рок-фестиваль (продолжение)                 |
| 1x07 | 12.09.2010 | Чемпионат Европы по боксу                 | Говорим о лошадях (этап кубка мира по конному спорту)                 | День военно-морского флота                  |
| 1x08 | ?          | Реутов — Город с историей                 | Болтаем с модельерами                                                 | Историческая реконструкция                  |
| 1x09 | ?          | Праздник Ивана Купалы                     | Гольф — это сексуально (чемпионат России по гольфу)                   | Автомобильная выставка                      |
| 1x10 | ?          | Конгресс психологов («Возможности мозга») | На выставке секса                                                     | Выставка яхт                                |
| 1x11 | ?          | Научная выставка                          | Говорим об экологии (Всемирный день окружающей среды + Академия наук) | Специальный репортаж: интервью с Ладой Дэнс |
| 1x12 | ?          | Женское ралли                             | Говорим о сексуальности (конкурс красоты)                             | Гонки внедорожников                         |

В последних выпусках сезона «Реутов ТВ» экспериментировал с форматом передачи:
| №      | Дата       | Реутовский взгляд |
| ------ | ---------- | --- |
| 1x13   | ?          | Расследование: Какую субкультуру выбрать для ребёнка                                                                  |
| 1x14   | ?          | Один рабочий день реутовских журналистов: телевыставка, книжная ярмарка, кинокастинг, выставка вина, звёздная тусовка |
| НГ2011 | 31.12.2010 | Новый год на «Реутов ТВ»                                                                                              |
| НГ2011 | 13.01.2011 | Новый год на «Реутов ТВ» — полная версия                                                                              |

### Второй сезон (расследования)
Во втором сезоне выпуски целиком посвящены расследованиям животрепещущих тем.
| №    | Дата       | Реутовский взгляд — расследование |
| ---- | ---------- | --------------------------------- |
| 2x01 | 26.11.2011 | Лекарство от гомосексуализма      |
| 2x02 | 03.12.2011 | Как избежать конца света?         |
| 2x03 | 10.12.2011 | Почему мужчины смотрят порно?     |
| 2x04 | 17.12.2011 | Как поднять рейтинг?              |
| 2x05 | 24.12.2011 | Почему россияне валят из страны?  |
| 2x06 | 28.01.2012 | Как бросить смотреть телевизор?   |
| 2x07 | 04.02.2012 | Как защититься от агрессии?       |
| 2x08 | 11.02.2012 | Обращение к телезрителям          |
| 2x09 | 18.02.2012 | Как найти работу мечты?           |
| 2x10 | 25.02.2012 | Почему интернет такой плохой?     |
| 2x11 | 03.03.2012 | Как нам избавиться от алкоголя?   |
| 2x12 | 10.03.2012 | Почему у россиян хмурые лица?     |
| 2x13 | 17.03.2012 | Кто нас ловит в социальные сети?  |

### Третий сезон («Реутов ТВ» открывает Россию)
Многосерийный телефильм в жанре мокьюментари, транслировавшийся в период 19 октября по 31 декабря 2012 года на телеканале 2x2. В основу фильма положена идея автопробега по маршруту «Москва — Владивосток» на жёлтой Ладе Калине Спорт для съемки фильма о величии России (аллюзия на поездку Путина по трассе Чита — Хабаровск).
Каждая серия продолжает идеи выпусков Реутов ТВ, построенных на провокационных интервью, опросах и освещении табуированных в обществе тем. Однако главным героем «Реутов ТВ открывает Россию» выступают не знаменитости, а типичные городские жители России. Официальным маскотом журналистской экспедиции становится «Россиёша».
Фильм содержит много отсылок к творчеству Саши Барона Коэна, в том числе копируются подходы к съемке сюжетов, касающихся тем секса. Наравне с «Боратом» и «Бруно» журналисты реутовского телевидения высмеивают гомофобию, традиционалистские взгляды жителей глубинки, политиков и госслужащих, религиозные взгляды и последователей тоталитарных сект. Спецификой сюжетов стали темы алкоголизма, маргинализации городской культуры, упадка науки и образования, коррупции, отсутствия институтов гражданского общества, ксенофобии.
По сюжету фильма Анатолий Шмель и Илья Огурцов оказываются единственными журналистами, согласившимися снять фильм при скромном бюджете в 40 000 рублей. Оба героя преследуют также личные цели участия в автопробеге: Анатолию требуется перегнать во Владивосток автомобиль Лада Калина сутенера жены, а Илья надеется лишиться девственности со Светланой из Владивостока, которая познакомилась с ним в Одноклассниках.
Структура каждой серии предполагает двухминутный ролик «фильма о величии России», которому предшествует 20 минут рассказа о съемке данной части фильма. Сюжет поддерживается линией конфликта двух журналистов и происшествий, которым способствуют частые поломки автомобиля. Выход серий проекта был неоднозначно воспринят в российском обществе и наряду с большим успехом среди зрителей, послужил поводом для публичной критики со стороны отдельных участников съемок.
| №    | Дата       | Города                                            |
| ---- | ---------- | ------------------------------------------------- |
| 3x01 | 19.10.2012 | Москва (старт автопробега)                        |
| 3x02 | 26.10.2012 | Павловский Посад, п. Леоново, Владимир, Дзержинск |
| 3x03 | 02.11.2012 | Нижний Новгород                                   |
| 3x04 | 09.11.2012 | Чебоксары, Казань                                 |
| 3x05 | 16.11.2012 | Казань, Самара                                    |
| 3x06 | 23.11.2012 | Тольятти, Ижевск                                  |
| 3x07 | 30.11.2012 | Бураново, Пермь                                   |
| 3x08 | 07.12.2012 | Кунгур, Молёбка, Екатеринбург, поезд              |
| 3x09 | 14.12.2012 | Омск, Ногинск                                     |
| 3x10 | 21.12.2012 | Новосибирск, Кемерово                             |
| 3x11 | 28.12.2012 | Кемерово, Красноярск                              |
| 3x12 | 30.12.2012 | Байкал, Улан-Удэ                                  |
| 3x13 | 31.12.2012 | Благовещенск, Хэйхэ, Владивосток                  |

### Четвёртый сезон («Реутов ТВ» открывает Америку)
После посадки Калины не в тот корабль и утопления кассет с фильмом в последней серии третьего сезона, Илья Огурцов и Анатолий Шмель решают на корабле с маршрутом «Владивосток-Лос-Анджелес» устроить хаос в Америке.
Подготовка четвёртого сезона была начата. Съёмочная команда съездила в командировку в США, чтобы оценить возможность осуществления задумки. Был подготовлен тизер к сезону, но последующая съёмка самого материала не состоялась.

## В популярной культуре
- Ведущие программы в сентябре 2019 года стали гостями эпизода «Реутов ТВ: понять Россию через юмор» интернет-шоу «вДудь».